# 比布町
比布町（日语：／ Pippu chō */?）是位於日本北海道上川綜合振興局中部的町，地處上川盆地的東北部。石狩川流經南部邊界，鹽狩峠則位於北端，與和寒町接壤。比布町以農業為主，培育夢之美米的北海道立綜合研究機構的上川農業試驗場便位於此處。當地也有種植蔬菜和水果，特產為草莓及其加工品。
名稱源自阿伊努語的「pi-pi-pet」（很多小石的河流）或「pi-o-p」（很多小石的地方）。

## 歷史
- 1895年：來自滋賀縣、香川縣、愛媛縣的移民開始進入比布原野進行開墾。
- 1906年4月1日：從鷹棲村（現在的鷹棲町）分村，成為北海道二級村。
- 1921年4月1日：成為北海道一級村。
- 1962年1月1日：改制為比布町。

## 交通

### 機場
- 旭川機場（位於東神樂町）

### 鐵路
- 北海道旅客鐵道
  - 宗谷本線：南比布車站 - 比布車站 - 北比布車站 - 蘭留車站

### 道路
高速道路
- 道央自動車道：比布大雪休息區 - 比布系統交流道
- 旭川紋別自動車道：比布系統交流道 - 比布北交流道 - 愛別交流道 - 愛山上川交流道

一般國道
- 國道39號
- 國道40號

道道
- 北海道道296號比布愛別停車場線
- 北海道道390號比布停車場線
- 北海道道520號鷹棲東鷹棲比布線
- 北海道道1122號當麻比布線
- 北海道道1143號比布內部線

## 觀光景點
- 比布滑雪場

## 教育
設有2所小學校、1所中學校。

## 姊妹市・友好都市

### 日本
- 湖南市（滋賀縣北葛城郡）：原下田村（已併入湖南市）為最初移民團的原居住地。

## 外部連結
- （日語）比布町圖書館
- （日語）比布町農會 （页面存档备份，存于）
- （日語）比布商工會青年部
- （日語）比布棒球少年團 （页面存档备份，存于）